# Prunus mandshurica
Pour les articles homonymes, voir Abricotier (homonymie).
Espèce
Classification phylogénétique
Prunus mandshurica, l'abricotier de Mandchourie ou abricotier de l'Himalaya, est une espèce de plantes à fleurs de la famille des Rosaceae originaire de l'est de l'Asie (Chine, Corée, Russie).

## Description
C'est un arbre qui peut mesurer plus de 20 m de haut et résiste à -40 °C (Zone USDA 3B).

## Culture
C'est un arbre fruitier qui donne des abricots sucrés en abondance. Il est parfois cultivé au Canada pour sa résistance au froid.
Il est inutile de le greffer car il se reproduit fidèlement par semis.
Il est particulièrement sensible à la sharka.